# Орашу-Ноу
Орашу-Ноу (рум. Orașu Nou) — село у повіті Сату-Маре в Румунії. Адміністративний центр комуни Орашу-Ноу.
Село розташоване на відстані 435 км на північний захід від Бухареста, 30 км на схід від Сату-Маре, 119 км на північ від Клуж-Напоки.

## Населення
За даними перепису населення 2002 року у селі проживали 1908 осіб.
Національний склад населення села:
| Національність | Кількість осіб | Відсоток |
| -------------- | -------------- | -------- |
| угорці         | 1685           | 88,3%    |
| цигани         | 128            | 6,7%     |
| румуни         | 91             | 4,8%     |

Рідною мовою назвали:
| Мова      | Кількість осіб | Відсоток |
| --------- | -------------- | -------- |
| угорська  | 1813           | 95,0%    |
| румунська | 93             | 4,9%     |